# Maya Tecún I
Maya Tecún I är en ort i Mexiko.   Den ligger i kommunen Champotón och delstaten Campeche, i den östra delen av landet, 900 km öster om huvudstaden Mexico City. Maya Tecún I ligger 73 meter över havet och antalet invånare är 1 254.
Terrängen runt Maya Tecún I är platt. Runt Maya Tecún I är det glesbefolkat, med 11 invånare per kvadratkilometer. Maya Tecún I är det största samhället i trakten. I omgivningarna runt Maya Tecún I växer i huvudsak städsegrön lövskog.